# Список умерших в 1999 году
В этой статье представлен список известных людей, умерших в 1999 году.
См. также: Категория:Умершие в 1999 году

## Дата неизвестна или требует уточнения
- Октябрь — Жак де Ланглад — французский исследователь, биограф, специалист по истории Англии, автор трудов о королеве Виктории, Оскаре Уайлде и пр.